# 北京航空航天大学出版社
北京航空航天大学出版社（ペキンこうくうこうてんだいがくしゅっぱんしゃ）は中華人民共和国北京市の出版社。1985年2月24日、国防科学技術工業委員会の監督の下に北京航空航天大学の下部組織として設立され、中央一級出版社に属している。ISBN番号は7-81012、7-81077。「単片機与嵌入式系統応用」雑志社を擁する。